# オタフクソース事件
オタフクソース事件とは、1995年9月30日にオタフクソース株式会社（法人としては現・オタフクホールディングス株式会社）の社員が過労により自殺した事件。2000年5月18日、広島地裁の判決でこの社員の業務と自殺の因果関係、雇用主であるオタフクソース株式会社の安全配慮義務等の過失が認められた。即日控訴されたが、6月6日、取り下げにより一審判決が確定した。

## 事件概要
1995年9月30日、オタフクソース株式会社の特注ソース製造部門の社員が特注ソース製造の作業現場で首吊り自殺した。
仕事内容は、老舗の料亭等が営業で使用する多種多様なソースや合わせ酢等の製造で、製造過程で加熱処理をするため、現場は相当の高温多湿状態となっていた。このような作業現場で社員は他のスタッフ2名と早朝から製造作業を行なっていた。
1995年の夏は酷暑で作業現場は異常な高温多湿状態となり、業務量も増加していたため、8月には社員の同僚が脱水症となり病院に搬送されるまでになった。同年9月に特注ソース製造部門は人員が入れ替わり、リーダー的存在であった同僚が抜け、代わりに全くの未経験者である社員がこの部門に配属された。これにより経験者である社員、この部署に配属されて4ヶ月ほどである社員、未経験者の社員の3人体制で特注ソース製造部門は稼動し始めるが、経験者である社員の他のスタッフの製造ミスが多発し、この社員は親しい同僚に新人らへの教え方がわからないと悩みを打ち明けるようになる。また、上司にも「教え方がわからないのでやめたい」と申し出たが、「10月には他部署に異動するのだからもう少し頑張れ」と言われ、辞意は通らなかった。
数日後に社員は再び退職を申し入れ、上司2名との話し合いが持たれたが結局この日も退職しないこととなった。そして前述の通り9月30日に作業現場にてこの社員は自殺した。
　

## 判決要旨
- 自殺した社員は過酷な業務の中で心身の慢性的な疲労状態からうつ病となり、それが自殺につながった。
- オタフクソース株式会社の安全配慮義務違反を認める。
- 被告は原告に1億1000万余の損害賠償を命ずる。

## 本判決の位置付け
電通事件の１次判決以降、過労自殺事案において企業の損害賠償責任を認める判決が相次いでいた。本件はそのような裁判例と同様の判断枠組みによるものと考えられる。